# Melissa Ortiz
Melissa Marie Ortiz Matallana (sinh ngày 24 tháng 1 năm 1990) là một cầu thủ bóng đá Colombia sinh ra tại Mỹ, thi đấu cho đội tuyển quốc gia Colombia. Cô là tiền đạo, tiền vệ tấn công và hậu vệ cánh phải.

## Sự nghiệp quốc tế
Ortiz có 5 lần ra sân cho đội U-20 Colombia, đại diện cho đất nước này tham gia World Cup Nữ 2010 U-20, giải đấu mà cô là người sở hữu bàn thắng đẹp nhất của đội trong trận thua 3-1 trước đội tuyển Đức.
Năm 2009, Ortiz xuất hiện lần đầu trong đội hình chính thức của Colombia. Cô là cái tên dự bị trong giải đấu FIFFA World Cup Nữ 2011 tại Đức, sau đó trong Thế vận hội Mùa hè 2012. Vào ngày 28 tháng 7 năm 2012 tại Hampden Park, Ortiz vào sân thay thế cho trận thua 3–0 trước đội tuyển Mỹ bao gồm Alex Morgan, Abby Wambach và đồng đội tương lai Heather O'Reilly của đội Breakers Boston. Vào ngày 31 tháng 7 năm 2012, cô thi trước 13.184 khán giả tại St James 'Park và thua 1-0 trong lượt trận cuối bảng G.
Sau khi Liên đoàn Colombia tạm dừng vài năm, Ortiz trở lại đại diện cho đất nước trong giải đấu 2014 CONMEBOL Copa America, giải đấu mà cô ghi được 1 bàn thắng vào lưới Venezuela và giúp Colombia đủ điều kiện tham dự Giải vô địch bóng đá nữ thế giới 2015 và Thế vận hội Mùa hè 2016. Cô cũng thi đấu và cùng với các đồng đội trở thành Á quân tại giải đấu Thế vận hội Trung Mỹ Veracruz năm 2014. Colombia thua trận chung kết với Mexico 2-0.
Ortiz hoạt động với đội tuyển quốc gia suốt cả năm 2015 để chuẩn bị cho World Cup nữ của FIFA. Chỉ bốn ngày trước khi giải đấu bắt đầu, khi huấn luyện trong trận đấu giao hữu ở Denver, Colombia, gân achilles của cô bị đứt, khiến cô không thể thi đấu tại các giải World Cup và Đại hội Thể thao Liên châu Mỹ.
Trong năm 2016, Ortiz trở lại thi đấu sau khi hồi phục chấn thương và được triệu tập cho danh sách cầu thủ thi đấu tại Thế vận hội Mùa hè 2016 trong vai trò một cầu thủ dự bị. Ortiz có 28 lần ra sân quốc tế và 3 bàn thắng.